# Polyplectropus san
Polyplectropus san är en nattsländeart som beskrevs av Malicky 1995. Polyplectropus san ingår i släktet Polyplectropus och familjen fångstnätnattsländor. Inga underarter finns listade i Catalogue of Life.